# King Musical Instruments
Pour les articles homonymes, voir King.
King Musical Instruments (fondée à l'origine sous le nom de H. N. White Company) est une ancienne entreprise de facture d'instrument de musique située à Eastlake (Ohio), Ohio, qui utilisait le nom commercial King pour ses instruments. En 1965, la société a été rachetée par la Seeburg Corporation de Eastlake (Ohio), et le nom est devenu « King Musical Instruments ».
Après quatre changements de propriétaires de King Musical Instruments depuis 1980, les droits sur le nom « King » sont actuellement détenus par Conn-Selmer, Inc., une filiale de Steinway Musical Instruments, qui l'utilise comme marque pour les cuivres, notamment les trompettes, les trombones, les tubas et les cuivres de fanfare et de défilé.

## Histoire

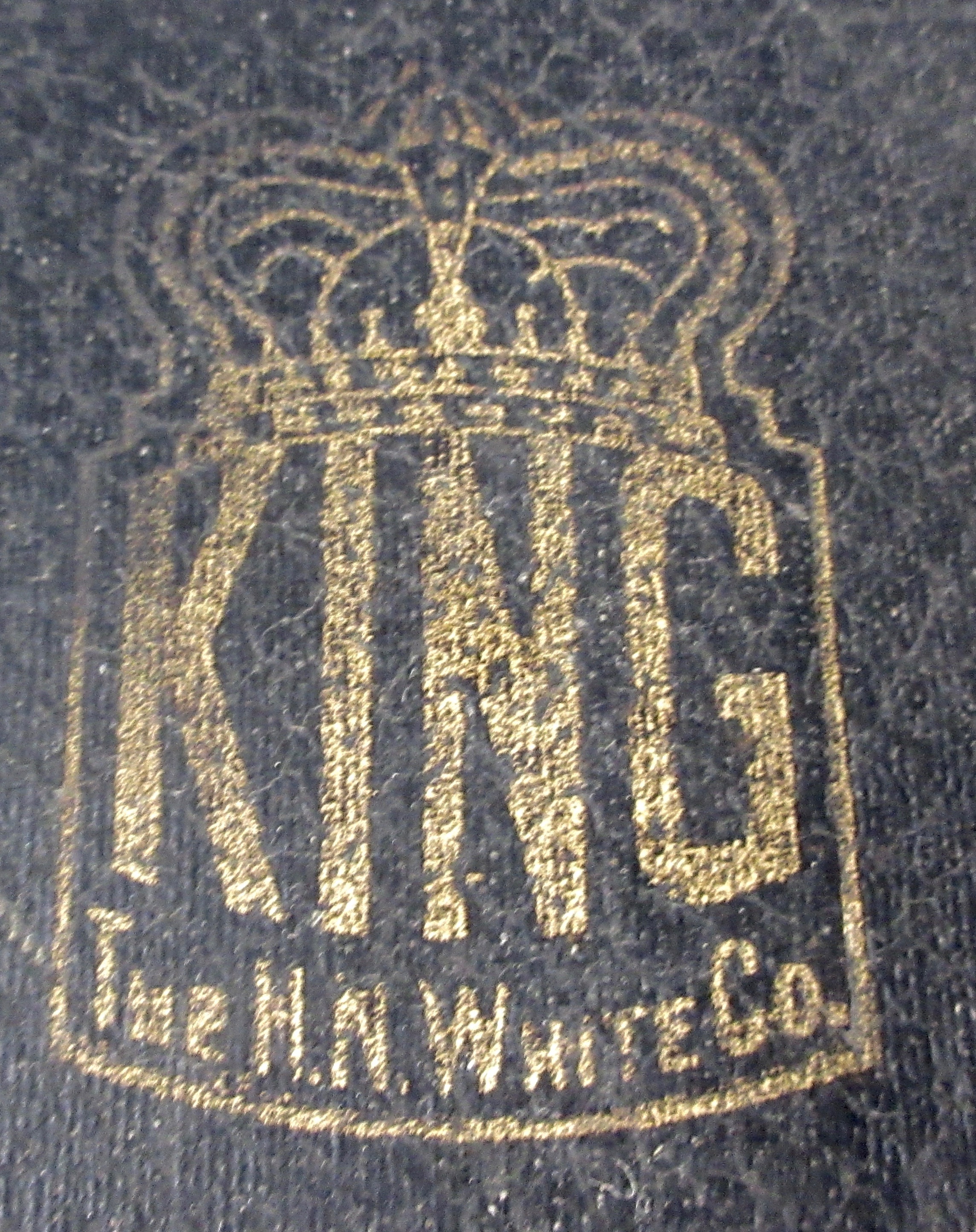
H.N. White King logo on instrument case

La société a été fondée sous le nom de " H.N. White Company " en 1893 par Henderson White, un graveur et réparateur d'instruments. White conçoit un trombone pour Thomas King, un musicien local. Cet instrument devient le premier modèle à succès de l'entreprise lorsqu'il est adopté par Al Pinard, alors célèbre tromboniste. White a ensuite conçu d'autres modèles de cuivres, notamment des cornets et des barytons. En 1903, la société H.N. White a engagé Foster A. Reynolds (en), un talentueux fabricant d'instruments en cuivre de la J.W. York & Sons company (en). Il travailla avec White pour développer davantage les instruments. H. N. White a cherché à étendre son offre aux bois à partir de 1908, en important des saxophones et des clarinettes Evette & Schaeffer fabriqués par la société française Buffet Crampon. Après la perte des droits d'importation des produits Buffet Crampon au profit de la société Carl Fischer (en) de New York en 1910, White a commencé à importer des bois de la V. Kohlert Company, alors située dans la province tchèque de l'Empire austro-hongrois.
La Première Guerre mondiale a interrompu le commerce des instruments tchèques, et White a donc cherché un fournisseur national en la Cleveland Musical Instrument Company en 1916. Bon nombre des premiers saxophones fournis par Cleveland Musical Instruments ont été fabriqués pour les fanfares militaires lorsque les États-Unis sont entrés dans la Première Guerre mondiale. H. N. White a construit une usine pour fabriquer des bois d'orchestre en 1917. Par la suite, les marques " Cleveland " et " American Standard " ont été utilisées pour les instruments d'entrée de gamme commercialisés auprès des écoles et des fanfares, tandis que la marque " King " était réservée aux instruments de qualité professionnelle. En 1925, H.N. White a acquis la Cleveland Musical Instrument Company.

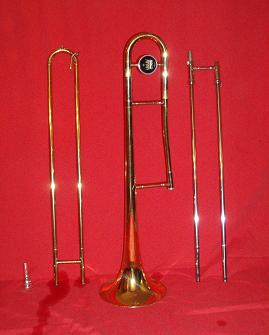
Un trombone King 606 désassemblé.

En 1935, Foster Reynolds quitte son poste de directeur général de la H.N. White Company et fonde la société rivale F.A. Reynolds (en). Reynolds concevra plus tard la ligne d'instruments à vent des cuivres Ambassador, qui a connu un grand succès, pour F. E. Olds (en).

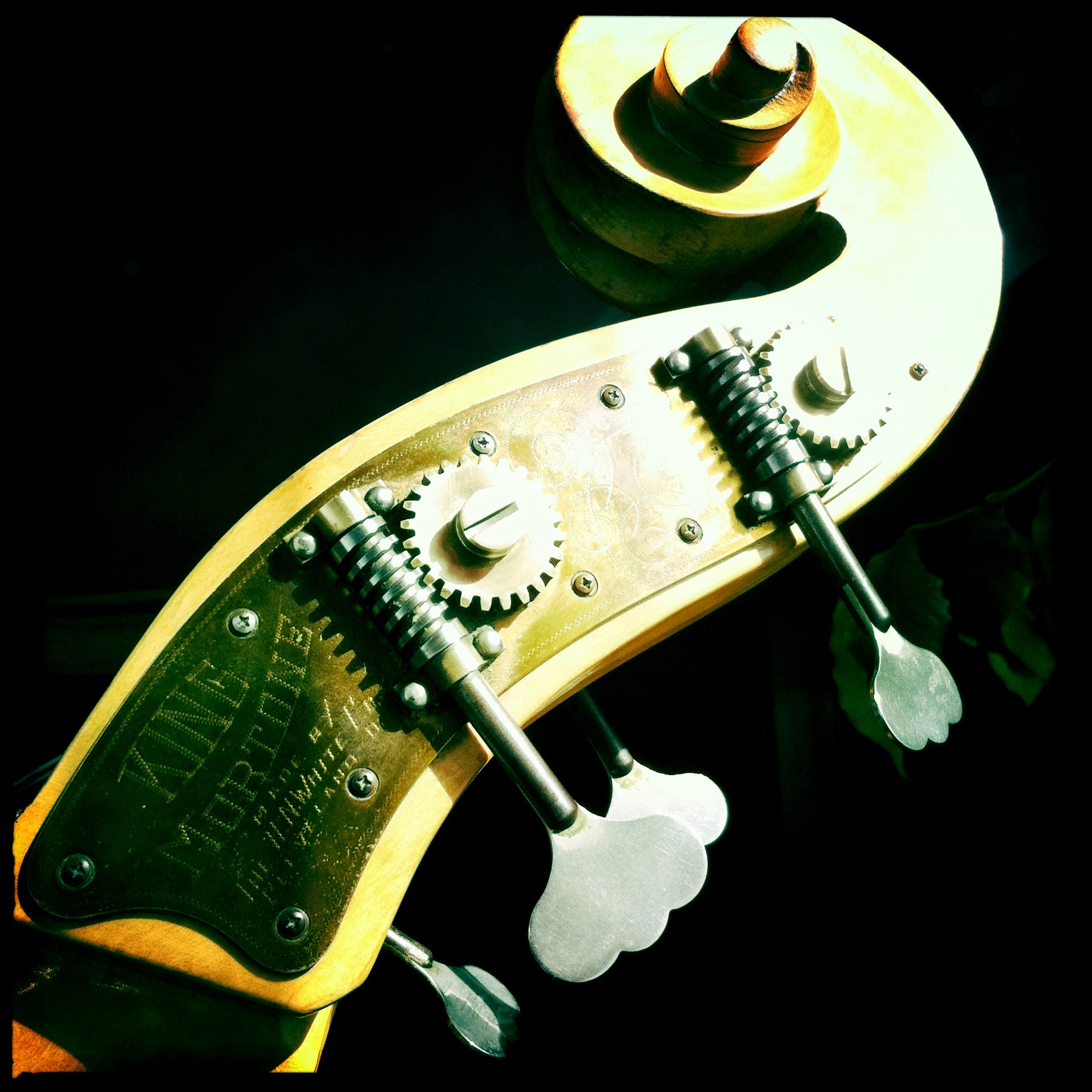
Plaque gravée d'une contrebasse à cordes King Mortone.

La H.N. White Company commence à produire des instruments à cordes en 1935.
Henderson White est décédé en 1940. Son frère, Hugh E. White, a agi en tant que président et sa veuve, Edna White, a pris la relève en 1941. Pendant la Seconde Guerre mondiale, la société a reçu des contrats du gouvernement pour assembler des unités de radar et des fusibles. La fille d'Edna, Cathryn White Ludwig, épousa William F. Ludwig, Jr de la société de batterie-percussion W.F.L. Drum Company. Cathryn est nommée vice-présidente de H.N. White en 1945, ce qui en fait l'une des rares entreprises américaines dirigées par deux femmes.
H. N. White devint un acteur majeur sur le marché des saxophones dominé par Buescher, C.G. Conn, et Martin (en) pendant l'entre-deux-guerres. Les saxophones King avaient des cheminées de pavillon brasées, qui présentaient des avantages significatifs par rapport aux types soudés et étirés utilisés par les autres fabricants. Le brasage était également un procédé relativement coûteux. Le King Saxello était un saxophone soprano avec une courbure sous le bec et un pavillon courbé à 90 degrés sur le corps, pour une position de jeu et des qualités acoustiques optimales. Avec les améliorations apportées à la conception des saxophones, incarnées par le "King Zephyr" en 1935, la position de H.N. White en tant que fabricant de premier plan de saxophones était fermement établie. En 1937, le King Zephyr avait un bocal à double douille qui a éliminé le grand collier sur le tube du corps au niveau du mécanisme du bocal et le modèle Zephyr Special a été introduit comme une version de luxe avec une perce modifiée, des clefs améliorées pour la table de la main gauche et une incrustation de nacre sur toutes les touches. Des bocaux et des pavillons en argent sterling étaient proposés.

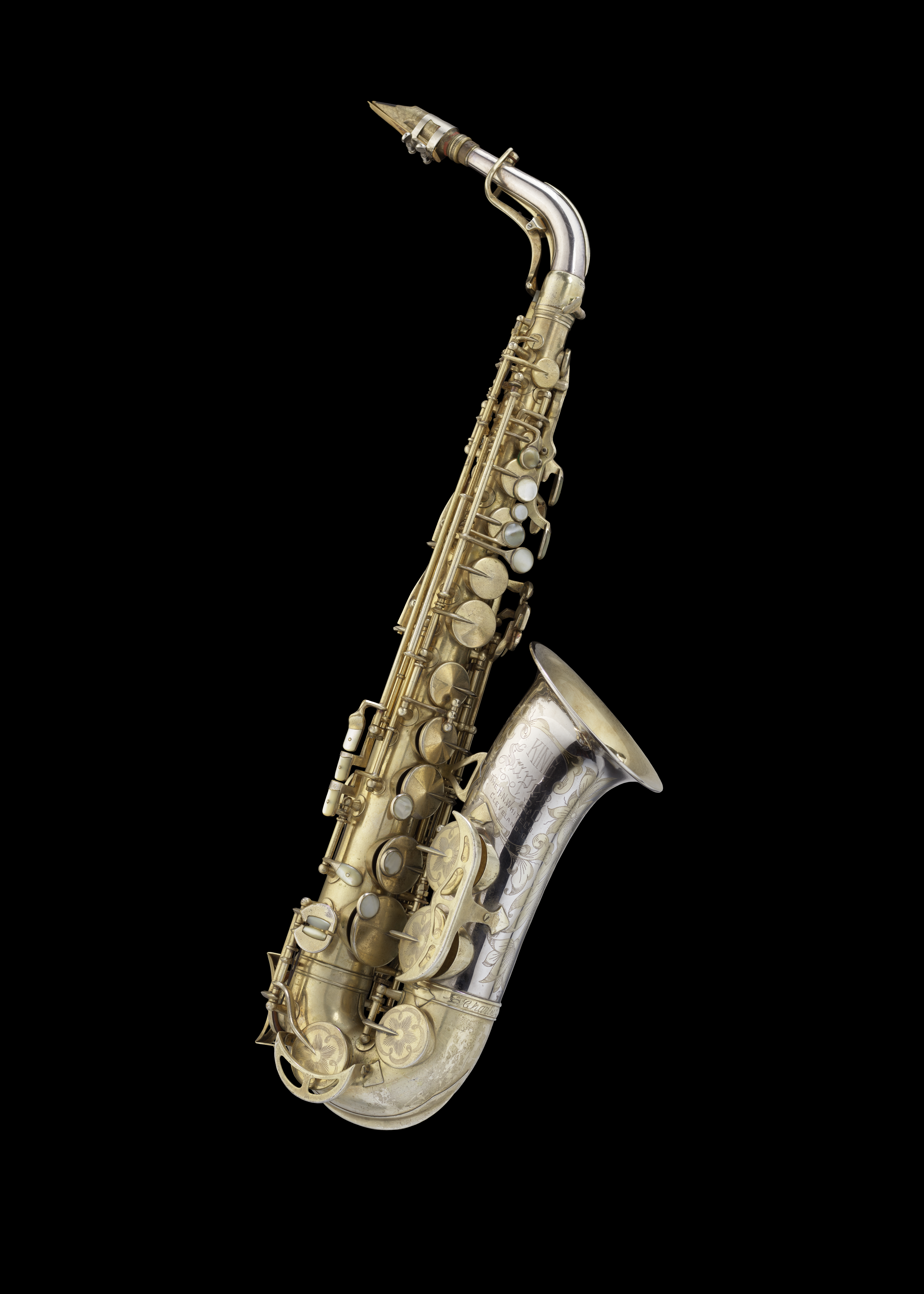
Saxophone alto King Super 20 de Charlie Parker.

La série de succès de la ligne d'instruments King s'est poursuivie après la Seconde Guerre mondiale, avec des modèles d'instruments à vent et de cuivres très recherchés. Plusieurs musiciens célèbres ont été présentés comme jouant des instruments King, notamment Tommy Dorsey, Charlie Parker et Harry James. Le modèle Zephyr Special a été rebaptisé Super 20 en 1945, avec un mécanisme de levier modifié pour la clé d'octave du bocal. Avec des mécanismes améliorés de clétage de main gauche introduits vers 1949, le Super 20 représentait le summum des réalisations de H. N. White en tant que fabricant de saxophones. Ce saxophone visuellement et auditivement frappant était l'un des plus désirés de tous les temps. Cependant, la nouvelle concurrence de Henri Selmer Paris, aidée par le taux de change entre le franc français et le dollar américain dans l'après-guerre, mettait la pression sur les prix des fabricants américains et H. N. White ne faisait pas exception. Du milieu des années 1950 aux années 1960, l'impératif de réduction des coûts s'est accru et des caractéristiques ont été abandonnées pour simplifier la fabrication. Pendant cette même période, le modèle Zephyr a été vendu comme instrument pour étudiants.
À partir du début des années 1960, King a importé des saxophones de la société française Strasser Marigaux & Lemaire (SML), pour les vendre sous le nom de King Marigaux, car la rentabilité et la niche de marché de ses saxophones produits localement devenaient de plus en plus problématiques. Certains saxophones de la société Julius Keilwerth (en) d'Allemagne de l'Ouest ont été importés pour être vendus sous le nom de "King Tempo". Certains saxophones de la société Amati de Tchécoslovaquie, et Kohlert, alors située en Allemagne de l'Ouest, ont été importés pour être vendus sous le nom de King Lemaire.
En 1965, la société a été vendue à la Seeburg Corporation d'Eastlake, Ohio, et le nom a été changé en "King Musical Instruments", reflétant la longue absence des modèles produits sous les marques "Cleveland" et "American Standard". En 1968, Seeburg a déplacé la production à Eastlake et a institué un nouveau cycle de réduction des coûts qui a effectivement mis fin à l'ère du Super 20 en tant que saxophone de qualité professionnelle. Le modèle de saxophone Zephyr a été abandonné au début des années 1970, suivi par le modèle Super 20 en 1975.
En 1972, Seeburg-King a fait l'acquisition de la société Benge (en), qui produisait une ligne de trompettes d'exception à Los Angeles, en Californie, et a peu après transféré la production à Anaheim. King s'est séparé de ses activités à Anaheim en 1983, puis a utilisé le nom Benge pour un autre modèle de trompette produit à Eastlake.
King émerge de la faillite de Seeburg en 1979 sous la propriété des créanciers de Seeburg. En 1983, King a été vendu à Daniel J. Henkin (1930-2012), propriétaire de C.G. Conn. En 1985, Henkin vend ses entreprises à la société d'investissement suédoise Skåne Gripen, qui les place sous la nouvelle société mère "United Musical Instruments" (UMI). UMI a relancé les efforts de King sur le marché des saxophones pour étudiants, réintroduisant les anciens modèles Cleveland 613 Alto et 615 Tenor, ainsi que l'assemblage de certains Super 20 à partir de stocks antérieurs à 1975. La propriété d'UMI est passée à Bernhard Muskantor, partenaire du Skåne Gripen, en 1990. L'intérêt de Muskantor pour King n'était pas seulement celui d'un investisseur ; il avait des racines familiales dans le domaine de la musique et du respect pour les réalisations passées de la société. Ses ambitions de restaurer le statut de King en tant que fabricant d'instruments de premier plan se reflétaient dans le projet de développement King Super 21 qui a produit entre une et deux douzaines de prototypes de saxophones pour des tests professionnels en 1995. Une vision intransigeante des coûts de production et de l'état du marché des saxophones haut de gamme a convaincu UMI que le projet était voué à l'échec et la production a été annulée. Steinway Musical Instruments a racheté UMI en 2000. Depuis 2003, les cuivres de la marque King sont fabriqués sous l'égide de Conn-Selmer, Inc., une filiale de Steinway MI. L'utilisation du nom Benge pour les cuivres a été abandonnée en 2005, bien que les modèles Benge continuent d'être fabriqués à Anaheim et commercialisés sous la marque Burbank.